# Systemair
Systemair AB — шведська вентиляційна компанія, яка веде свою діяльність в 37 країнах Європи, в Азії, на Близькому Сході, в Південній Африці, Північній Америці та Австралії.
Заснована під назовю L.H.G. Kanalfläkt AB в 1974 році з ініціативи Геральда Енгстрема. Ідея бізнесу полягала у виробництві канальних вентиляторів круглого перерізу, що спрощують установку вентиляторів у вентиляційних системах. Виробництво почалося на заводі у Скінскаттеберзі.
Протягом 2009 фінансового року компанія здійснила продаж на суму € 280 млн.
Протягом останніх 10 років середній щорічний ріст продажів становив 16 %.

## Керівництво і співробітники
Президент компанії — Gerald Engström. Фінансовий директор — Anders Ulff. Директор з маркетингу — Svein Nilsen.
Загальна кількість співробітників (з урахуванням дистриб'юторської мережі) понад 12 тис. чоловік.

## Виробництво
Два центральні склади і 10 виробничих підприємств Systemair загальною площею майже 130 000 м ² розташовані у 9 країнах світу. Два виробничі підприємства Systemair знаходяться в Швеції, головне представництво — у Скіннскаттеберзі. Інші виробничі потужності розташовані в Данії, Норвегії, Німеччині, Литві, Словенії, Словаччини, Іспанії та Канаді.
Основне виробництво — Скіннскаттеберг, Швеція
- Площа ділянки: 95 000 м ²
- Площа приміщень: 30 000 м²
- Рік придбання: 1981
- Кількість працівників: 360 осіб

У Скіннскаттеберзі знаходиться один з двох центральних складів компанії і найбільший завод, на якому в основному виробляються вентилятори та аксесуари для майбутніх замовлень. На заводі також розташовані тестові лабораторії, на яких вимірюються технічні дані продуктів компанії.
Допоміжне виробництво — Скіннскаттеберг, Швеція — Klockargarden
- Площа ділянки: 300 000 м ²
- Площа приміщень: 20 000 м²
- Рік придбання: 2002
- Кількість працівників: 50 осіб

У Скіннскаттеберзі знаходиться допоміжний завод, розташований на території компанії Klockargårdens Företagsby, яка була придбана у 2002 р. Тут же знаходиться головний склад Frico площею майже 7 000 м ². У 2005—2006 рр.. Klockargarden було піддано реконструкції, і в наш час[коли?] тут розташовується завод з виробництва компактних повітряобробних агрегатів Systemair.

## Торговельні марки Systemair
Продукція групи продається головним чином під торговими марками Systemair, Frico, Fantech і VEAB.
- Торгова марка Systemair представляє стандартизовану лінійку вентиляційних пристроїв, розроблених переважно в Швеції, в тому числі вентилятори, вентиляційні решітки та вентиляційні системи, при цьому акцент зроблено на спрощенні монтажу.
- Frico спеціалізується на таких обігрівальних системах, як теплові завіси, тепловентилятори, інфрачервоні обігрівачі.
- VEAB розробляє, виробляє і продає опалювальні прилади для вентиляційних установок, вентиляційні нагрівачі і осушувачі.
- Торгова марка Fantech використовується у Північній Америці. Продукція включає канальні вентилятори та інше вентиляційне обладнання, таке як вентиляційні агрегати з утилізацією тепла для будинків, призначених для проживання однієї сім'ї.

## Дослідження та розробка
У дослідницькій групі працюють більше 60 інженерів та технічних спеціалістів, що займаються розробкою продукції, з них 20 чоловік зайняті на головному заводі у Скінскаттеберзі. У дослідний центр інвестовано 1 млн євро. У центрі є акустична камера з рівнем фонового шуму нижче 10-15 дБ. Також тут знаходиться кліматична камера, в якій моделюються температури зовнішнього повітря до -20 °C. Дослідницький центр акредитований AMCA (Air Movement and Control Association International, Inc) для вимірювання повітряних і акустичних характеристик.